# Плутоній-галієвий сплав
Плутоній-галієвий сплав (Pu–Ga) — це сплав плутонію та галію, який використовується в сердечниках ядерної зброї, компоненті ядерної зброї, де починається ланцюгова реакція поділу. Цей сплав був розроблений під час Манхеттенського проекту.

## Огляд
Металевий плутоній має кілька різних твердих алотропів. Фаза δ є найменш щільною та найлегшою для механічної обробки. Утворюється при температурах 310–452 °C при тиску навколишнього середовища (1 атмосфера), і є термодинамічно нестабільним при нижчих температурах. Однак плутоній можна стабілізувати в δ-фазі, сплавивши його з невеликою кількістю іншого металу. Кращим сплавом є 3,0–3,5 мол.% (0,8–1,0 мас.%) галію.
Pu–Ga має багато практичних переваг: 
- стабільний між -75 і 475 °C,
- дуже низьке теплове розширення,
- низька схильність до корозії (4% від швидкості корозії чистого плутонію),
- хороша ливарність; оскільки плутоній має рідкісну властивість розплавленого стану бути більш щільним, ніж твердого стану, тенденція до утворення бульбашок і внутрішніх дефектів зменшується.

## Використання в ядерній зброї
Стабілізована δ-фаза Pu–Ga є пластичною, її можна згортати в листи та обробляти звичайними методами. Придатний для формування шляхом гарячого пресування при температурі близько 400 °C. Цей метод використовувався для формування перших ядерних сердечників.
Більш сучасні сердечники виготовляють литтям. Підкритичні випробування показали, що характеристики кованого та литого плутонію однакові. Оскільки під час охолодження відбувається лише перехід ε-δ, лиття Pu-Ga легше, ніж лиття чистого плутонію.
δ-фаза Pu–Ga все ще є термодинамічно нестабільною, тому є занепокоєння щодо її поведінки при старінні. Існують суттєві відмінності щільності (і, отже, об’єму) між різними фазами. Перехід між δ-фазою та α-фазою плутонію відбувається при низькій температурі 115 °C і можна досягти випадково. Запобігання фазовому переходу та пов’язаним з ним механічним деформаціям і, як наслідок, структурним пошкодженням і/або втраті симетрії є надзвичайно важливим, менше 4 мол.% галію фазова зміна, викликана тиском, є незворотною.

## Вплив галію
Плутоній у своїй α-фазі має низьку внутрішню симетрію, спричинену нерівномірним зв’язком між атомами, більше нагадуючи (і поводячись як) кераміку, ніж метал. Додавання галію призводить до того, що зв’язки стають більш рівномірними, підвищуючи стабільність δ-фази. Зв’язки α-фази опосередковуються електронами 5f-оболонки і можуть бути розірвані підвищенням температури або наявністю відповідних атомів у решітці, які зменшують доступну кількість 5f-електронів і послаблюють їхні зв’язки. У розплавленому стані сплав щільніший, ніж у твердому стані, що є перевагою для лиття, оскільки зменшується схильність до утворення бульбашок і внутрішніх дефектів.
Галій має тенденцію до сегрегації в плутонії, спричиняючи «вирізання серцевин» — багаті галієм центри зерен і бідні галієм межі зерен. Для стабілізації решітки та реверсу та запобігання сегрегації галію необхідний відпал при температурі трохи нижче фазового переходу δ–ε, щоб атоми галію могли дифундувати крізь зерна та створювати однорідну структуру. Час досягнення гомогенізації галію збільшується зі збільшенням розміру зерен сплаву і зменшується з підвищенням температури. Структура стабілізованого плутонію при кімнатній температурі така ж, як і нестабілізованого при температурі δ-фази, з різницею атомів галію, що заміщають плутоній в ГЦК решітці.

## Старіння
Існує кілька інтерметалічних сполук плутонію та галію: PuGa, Pu3Ga та Pu6Ga.
Під час старіння стабілізованого δ-сплаву галій відокремлюється від решітки, утворюючи області Pu3Ga (ζ'-фази) в α-фазі з відповідною зміною розмірів і щільності та накопиченням внутрішніх деформацій. Однак розпад плутонію, утворює енергійні частинки (альфа-частинки та ядра урану-235), які викликають локальне порушення ζ'-фази та встановлення динамічної рівноваги лише з невеликою кількістю ζ'-фази, що пояснює несподівано повільний процес сплаву як витончене старіння. Альфа-частинки затримуються як міжвузлові атоми гелію в ґратці, об’єднуючись у крихітні (приблизно 1 діаметр нм) заповнені гелієм бульбашки в металі та спричиняють незначні рівні здуття пустот; розмір бульбашок виявляється обмеженим, хоча їх кількість з часом збільшується.
Додавання до сплаву 7,5 мас.% плутонію-238, який має значно швидшу швидкість розпаду, збільшує швидкість пошкодження старінням у 16 разів, допомагаючи дослідженням старіння плутонію. Суперкомп'ютер Blue Gene допоміг з моделюванням процесів старіння плутонію.

## Виробництво
Плутонієві сплави можна отримувати шляхом додавання металу до розплавленого плутонію. Однак, якщо легуючий метал є достатньо відновним, плутоній може бути доданий у формі оксидів або галогенідів. Сплави δ-фази плутоній-галій і плутоній-алюміній отримують шляхом додавання фториду плутонію (III) до розплавленого галію або алюмінію, що має перевагу уникнення прямого контакту з високореакційноздатним металом плутонієм.

## Переробка в МОХ-паливо
Для переробки надлишків боєголовок у МОХ-паливо більшу частину галію потрібно видалити, оскільки його високий вміст може заважати оболонці твелу (галій атакує цирконій) і міграції продуктів ділення в паливних таблетках. У процесі ARIES сердечники перетворюються на оксид шляхом перетворення матеріалу на гідрид плутонію, потім, необов’язково, на нітрид, а потім на оксид. Потім галій переважно видаляється із суміші твердих оксидів шляхом нагрівання при 1100 °C в атмосфері 94% аргону і 6% водню, зменшуючи вміст галію з 1% до 0,02%. Подальше розбавлення оксиду плутонію під час виробництва МОКС-палива призводить вміст галію до рівнів, які вважаються незначними. Також можливий мокрий спосіб видалення галію з використанням іонного обміну Електроочищення — ще один спосіб розділення галію та плутонію. .

## Історія розвитку
Під час Манхеттенського проекту максимальна кількість атомів розчинника для плутонію, яка не впливає на ефективність вибуху, була розрахована як 5 мол.%. Були розглянуті два стабілізуючі елементи, кремній і алюміній. Проте тільки алюміній давав задовільні сплави. Але схильність алюмінію реагувати з α-частинками і випускати нейтрони обмежувала його максимальний вміст до 0,5 мол.%; наступний елемент з групи елементів бору, галій, був випробуваний і визнаний задовільним. Перші секрети конструкції атомної бомби, передані Совєтам розвідником Клаусом Фуксом, включали трюк з галієм для стабілізації фаз плутонію, і, отже, перша радянська атомна бомба також використовувала цей сплав.